# Tchad i olympiska sommarspelen 1988
Tchad deltog i de olympiska sommarspelen 1988 med en trupp bestående av sex deltagare, men ingen av landets deltagare erövrade någon medalj.

## Friidrott
Herrarnas 400 meter
- Faudet Ali
  1. Omgång 1 — 48,69 (→ gick inte vidare)

Herrarnas 800 meter
- Yesky Moli
  1. Omgång 1 — 1:57,97 (→ gick inte vidare)

Herrarnas 1 500 meter
- Seid Gayaple
  1. Omgång 1 — 3:58,46 (→ gick inte vidare)

Herrarnas 5 000 meter
- Ronodji Miakakem
  1. Omgång 1 — 15:42,73 (→ gick inte vidare)

Herrarnas 10 000 meter
- Ismael Yaya
  1. Omgång 1 — 30:47,29 (→ gick inte vidare)

Herrarnas höjdhopp
- Paul Ngadjadoum
  1. Kval — 2,15 (→ gick inte vidare)